# Championnat de Pologne masculin de volley-ball D2
Le Championnat de Pologne de volley-ball masculin D2 ou I liga (I liga siatkówki mężczyzn en polonais) est une compétition annuelle regroupant 13 clubs de volley-ball masculin en Pologne. C'est l'antichambre de la PlusLiga.

## Palmarès
| Année | Champion                     | Deuxième                         | Troisième                  |
| ----- | ---------------------------- | -------------------------------- | -------------------------- |
| 1991  | Stal Nysa                    | Chełmiec Wałbrzych               |                            |
| 1992  | BBTS Włókniarz Bielsko-Biała | Kazimierz Płomień Sosnowiec      |                            |
| 1993  | Stilon Gorzów Wlkp.          |                                  |                            |
| 1994  | Morze Szczecin               |                                  |                            |
| 1995  | SKF Legia Warszawa           | Mostostal-Azoty Kędzierzyn-Koźle |                            |
| 1996  | Górnik Radlin                |                                  |                            |
| 1997  | Stilon Gorzów Wlkp.          | Jastrzębie Borynia               | AZS ATR AS-DOM Olsztyn     |
| 1998  | BBTS Polmos Bielsko-Biała    | Gwardia Wrocław                  |                            |
| 1999  | Indykpol AZS Olsztyn         | Skra Bełchatów                   |                            |
| 2000  | Stolarka Wołomin             |                                  |                            |
| 2001  | Gwardia Wrocław              | Skra Bełchatów                   |                            |
| 2002  | GTPS Gorzów Wlkp.            | Płomień SA Sosnowiec             |                            |
| 2003  | AZS Politechnika Warszawska  | BBTS Bielsko-Biała               |                            |
| 2004  | Resovia Rzeszów              | Górnik Radlin                    | Joker Piła                 |
| 2005  | Joker Piła                   | Gwardia Wrocław                  | Chemik Bydgoszcz           |
| 2006  | Jadar Radom                  | Delecta Bydgoszcz                | AZS PWSZ Nysa              |
| 2007  | Płomień SA Sosnowiec         | Joker Piła                       | Avia Świdnik               |
| 2008  | Trefl Gdańsk                 | Inotel Poznań                    | AZS PWSZ Nysa              |
| 2009  | Siatkarz Wieluń              | BBTS Bielsko-Biała               | Avia Świdnik               |
| 2010  | Fart Kielce                  | Trefl Gdańsk                     | Avia Świdnik               |
| 2011  | Trefl Gdańsk                 | Jadar Radom                      | Rajbud GTPS Gorzów Wlkp.   |
| 2012  | AZS PWSZ Nysa                | Cuprum Mundo Lubin               | MKS MOS Interpromex Będzin |
| 2013  | Czarni Radom                 | BBTS Bielsko-Biała               | Cuprum Lubin               |
| 2014  | Camper Wyszków               | KPS Siedlce                      | Cuprum Lubin               |
| 2015  | Victoria Wałbrzych           | AZS Nysa                         | Ślepsk Suwałki             |
| 2016  | GKS Katowice                 | SMS Spała                        | Espadon Szczecin           |
| 2017  | Warta Zawiercie              | Ślepsk Suwałki                   | KPS Siedlce                |
| 2018  | AZS Częstochowa              | Lechia Tomaszów Mazowiecki       | Krispol Września           |
| 2019  | Ślepsk Suwałki               | Stal Nysa                        | Krispol Września           |
| 2020  | Compétition annulée          | Compétition annulée              | Compétition annulée        |
| 2021  | LKPS Lublin                  | BBTS Bielsko-Biała               | Visła Bydgoszcz            |
| 2022  | BBTS Bielsko-Biała           | MKS Będzin                       | Visła Bydgoszcz            |
| 2023  | Norwid Częstochowa           | MKS Będzin                       | Visła Bydgoszcz            |